# کمال ناصر اصولی
کمال ناصر اصولی (زاده ۱۳۵۶ ولسوالی شمل خوست) سیاستمدار افغانستان و نماینده مردم ولایت خوست در دوره شانزدهم مجلس نمایندگان است. وی در مجلس شانزدهم نمایندگان افغانستان عضو کمیسیون امور دینی، فرهنگی، معارف و تحصیلات عالی می‌باشد.

## زندگی‌نامه
کمال ناصر اصولی زاده ۱۳۵۶ از ولسوالی شمل ولایت خوست می‌باشد. وی تحصیلات دبیرستان/لیسه خود را در سال ۱۹۹۲ در لیسه عبدالهادی داوی در کابل به پایان رسانید. ایشان برای ادامه تحصیل به دانشگاهی در روسیه رفت و توانست در سال ۲۰۰۶ مدرک لیسانس خود را در رشته حقوق و مدیریت دولتی کسب کند.

## دیگر فعالیت‌ها
دیگر فعالیت‌های ایشان:
- فعالیت تجاری.
- رئیس کمیته جوانان خوست.